# Guisser
Guisser  (in arabo كيسر‎?) è un centro abitato e comune rurale del Marocco situato nella provincia di Settat, regione di Casablanca-Settat. Conta una popolazione di 12 289 abitanti (censimento 2014).